# Febronianismus
Febronianismus bezeichnet eine aufklärerisch orientierte innerkatholische Reformbewegung der zweiten Hälfte des 18. Jahrhunderts.

## Das Buch des „Febronius“
Der Begriff verdankt seinen Namen dem von dem Trierer Weihbischof Johann Nikolaus von Hontheim (* 1701, † 1790) unter dem Pseudonym Justinus Febronius veröffentlichten Werk „De statu ecclesiae et legitima potestate Romani Pontificis“ (insgesamt 5 Bde. 1763–1773, Bd. I–II 1763). Die erste deutsche Übersetzung erschien 1764 unter dem vollständigen Titel: „Buch von dem Zustand der Kirche und der rechtmäßigen Gewalt des römischen Papstes, die in der Religion widrig gesinnten Christen zu vereinen“. Das Werk geht zurück auf den Auftrag an Hontheim, anlässlich der Kaiserwahl Karls VII (1742), die „Gravamina der deutschen Nation wider den römischen Hof“, die schon aus dem 15. Jahrhundert stammenden Beschwerden der deutschen Reichskirche gegen Rom, zusammenzustellen (vgl. dazu auch Emser Kongress 1786).

## Kirchengeschichtliche Einordnung
Die baldige Indizierung des Buches durch Papst Clemens XIII. (17. Februar 1764) konnte die Wirksamkeit der Schrift – bis weit in das 19. Jahrhundert hinein – und die ihm folgende umfangreiche Auseinandersetzung in nahezu ganz Europa nicht verhindern. Hontheim selbst leistete 1778 auf massiven Druck hin einen förmlichen Widerruf.
Auch Kaiser Joseph II. lehnte die Schrift des Febronius ab, da deren reichskirchliche Tendenzen im Widerspruch zu den territorial-staatskirchlichen Ansichten standen.
Historisch ist der Febronianismus in der Tradition des Episkopalismus und verschiedener spätmittelalterlicher Reformkonzile und diverser Widerstandsbewegungen gegen den wachsenden päpstlichen Zentralismus zu sehen. Starke Einflüsse auf den Febronianismus hat der Gallikanismus im Blick auf die staatskirchlichen Tendenzen, aber auch der Jansenismus in seiner Opposition gegen den Primat des Papstes.

## Ziele
Inhaltlich lässt sich eine dreifache Zielsetzung des Febronianismus ausmachen:
1. Der Febronianismus kann geradezu als Frontalangriff auf die Institution des Papsttums und seinen Anspruch auf den Jurisdiktionsprimat verstanden werden. Die Schlüsselgewalt  kommt demnach der Gesamtkirche zu, die sie auf die Bischöfe überträgt. Oberste Instanz kirchlicher Gesetzgebung und Jurisdiktion ist das allgemeine Konzil. Es bedarf weder der Berufung noch der Bestätigung durch den Papst. Die Bischöfe sind die eigentlichen Träger der kirchlichen Gewalt. Der Papst hat weder gesamtkirchliche Jurisdiktionsgewalt, noch das Recht auf Ernennung der Bischöfe. Er hat die Selbständigkeit der bischöflichen Jurisdiktion zu schützen und in Glaubensstreitigkeiten zu entscheiden, es verbleiben ihm also allenfalls einigende und ordnende Aufgaben. Der päpstliche Primat wird so faktisch reduziert zum Ehrenprimat [centrum unitatis ecclesiae].
2. Die Stärkung der Stellung der Bischöfe gegenüber Rom impliziert den Versuch, den weltlichen Landesherrn zur Verwirklichung von Reformanliegen  größere Rechte innerhalb der Kirche einzuräumen, dies insbesondere im Blick auf die ausgedehnten Vorrechte des katholischen Adels in den Domkapiteln, aber auch etwa in dem angestrebten Appellationsrecht der Bischöfe [appellatio ab abusu] an die weltliche Gewalt.
3. Schließlich, aber nicht zuletzt, galt das Anliegen des Febronianismus auch der möglichen Wiedervereinigung der getrennten Kirchen. Größere Ferne von Rom, Schritte zum Nationalkirchentum, auch nach dem Vorbild der protestantischen Landeskirchen, und  kirchliche Reformen sollten  diesen Weg ebnen, freilich unter Vernachlässigung nahezu aller theologisch trennenden Fragen.

## Wirkungsgeschichte
Erfolgreich ist der Febronianismus in keinem der drei Ziele gewesen. Die Thesen zur Stellung des Papstes stießen auf weitgehende Ablehnung des Episkopats, der lieber der Jurisdiktion des Papstes als der der Metropoliten unterstellt sein wollte. Was die Tendenzen zum Staatskirchentum betraf, so hat der mit ihnen drohende Zerfall der römisch-katholischen Kirche in einzelne Landeskirchen die Kirche im 18. Jahrhundert insgesamt zwar gefährdet, doch blieben auch sie nur Episode, wie die Absicht einer möglichen Wiedervereinigung der Kirche, trotz der weitgehenden Überwindung des Konfessionalismus im 18. Jahrhundert. Wirklich „erfolgreich“ dürfte aber der indirekte Beitrag des Febronianismus auf dem Weg zur beginnenden Säkularisation der geistlichen Fürstentümer (1803) gewesen sein.